# 9453 Mallorca
9453 Mallorca este un asteroid din centura principală de asteroizi.

## Descriere
9453 Mallorca este un asteroid din centura principală de asteroizi. A fost descoperit pe 19 martie 1998 la Costitx de Ángel López și Rafael Pacheco. Asteroidul prezintă o orbită caracterizată de o semiaxă mare de 2,98 ua, o excentricitate de 0,09 și o înclinație de 10,4° în raport cu ecliptica.